# Martin Lindauer
Martin Lindauer (* 19. Dezember 1918 in Wäldle (Ortsteil von Bad Kohlgrub); † 13. November 2008 in München) war ein deutscher Zoologe. Er war Lehrstuhlinhaber in München und Würzburg. Lindauer gilt als einer der bedeutendsten deutschsprachigen Bienen- und Verhaltensforscher und verfasste zahlreiche Arbeiten zur Sprache und Orientierung der Bienen.

## Leben
Martin Lindau wurde als Sohn von Katharina Lindauer, geborene Erhard, und des Landwirts Matthias Lindauer in Oberbayern geboren. Obwohl er vierzehn Geschwister hatte, wurde ihm der Besuch des Humanistischen Gymnasiums Landshut, heute Hans-Carossa-Gymnasium Landshut, ermöglicht. Im April 1939, eine Woche vor dem Abitur, wurde Lindauer zum Arbeitsdienst eingezogen und musste Schützengräben ausheben, mit Kriegsbeginn kam er zur Wehrmacht. Im Juli 1942 wurde er an der russischen Front durch eine Granate schwer verwundet. Dies erwies sich letztlich als Vorteil: Von der Front abgezogen, erholte er sich 1943 in München, und sein Arzt empfahl ihm, an der Universität die Vorlesungen des berühmten Professors und Bienenforschers Karl von Frisch über allgemeine Zoologie zu besuchen. So entschloss er sich mit dem Biologiestudium an der Technischen Hochschule und Universität München zu beginnen. Weitere Studienfächer waren Chemie, Geographie und Zoologie. Im gleichen Jahr heiratete der Katholik Franziska Fleck, mit der er die Kinder Georg, Franziska und Martin hatte. Im Frühjahr 1945 begann er unter Frischs Leitung mit den Forschungsarbeiten für seine Doktorarbeit über Honigbienen. 1948 wurde Lindauer mit einer Arbeit über die Einwirkung von Duftstoffen und Geschmackstoffen auf die „Tänze der Bienen“ zum Dr. rer. nat. promoviert. Die Bienen, mit denen er bereits auf dem elterlichen Bauernhof in Berührung gekommen war, studierte er auf dem heutigen Gelände des Alten Botanischen Gartens in München, der sich in der Sophienstrasse befindet. Die Bienen blieben seither das Objekt seiner wissenschaftlichen Arbeit.
Im Jahr 1948 wurde Lindauer Assistent bei von Frisch in Graz und ging mit ihm 1950 zurück an die Universität München, wo er sich 1955 habilitierte. Im selben Jahr begann Lindauer dort seine Lehrtätigkeit. 1961 bis 1963 war Lindauer außerplanmäßiger Professor an der LMU München, von 1963 bis 1973 ordentlicher Professor und Institutsdirektor an der Johann Wolfgang Goethe-Universität Frankfurt und von 1973 bis zu seiner Emeritierung 1987 ordentlicher Professor und Institutsdirektor am Zoologischen Institut der Universität Würzburg, an dem er auch als Mitvorstand wirkte. Lindauer sprach neben Deutsch und Englisch auch Französisch, Portugiesisch und Italienisch.

## Wirken
In seinen bahnbrechenden Untersuchungen führte Lindauer konsequent die Arbeit seines Lehrers Karl von Frisch weiter, so dass heute Bert Hölldobler sogar von der „Karl von Frisch-Lindauer-Schule“ der Verhaltensbiologie der Bienen spricht. Lindauer erforschte die Verständigungsmethoden der Bienen bei der Nahrungs- und Wohnungssuche, die Arbeitsteilung im Bienenstaat, die Temperaturregulierung im Bienenstock und die Orientierung mit Hilfe des „Sonnenkompasses“ sowie des Erdmagnetfeldes, die Formen- und Duftwahrnehmung der Bienen und ihr Lernvermögen und Gedächtnis. Die moderne experimentelle Verhaltensforschung, Sinnesphysiologie und Soziobiologie sind durch seine Arbeiten wesentlich geprägt worden.
Zahlreiche wissenschaftliche Veröffentlichungen und Bücher zeugen von Lindauers Arbeit, darunter auch eine Sammlung von Aufsätzen des großen Pioniers der modernen Verhaltensforschung Jean-Henri Fabre, die Lindauer zusammen mit Jost M. Franz in deutscher Übersetzung herausgab (Jean-Henri Fabre: Wunder des Lebendigen, Zürich 1989).

## Mitgliedschaften und Ehrungen
Martin Lindauer war Fellow der Rockefeller Foundation in Indien und Brasilien, Prather Lecturer der Harvary University und Guest Lecturer beim Academic Year Programm in den Vereinigten Staaten. Er erhielt viele Auszeichnungen und Ehrungen, darunter die Ehrendoktorwürde der Universitäten in Zürich, Umeå und Saarbrücken (Dr. phil. h.c.), er war Mitglied der Leopoldina (ab 1959), der Mainzer Akademie der Wissenschaften und der Literatur (ab 1970), Korrespondierendes Mitglied der Bayerischen Akademie der Wissenschaften (ab 1966) und Mitglied der National Academy of Sciences in Washington (ab 1976).
- 1961: Buchpreis Phi Beta Kappa
- 1962: Mitglied der American Academy of Arts and Sciences
- 1976: Mitglied der American Philosophical Society[2] in Philadelphia
- 1969/1970: Präsident der Deutschen Zoologischen Gesellschaft und später Ehrenmitglied
- 1980: Magellanic Premium (Magellan-Preis) der American Philosophical Society[3]
- 1983: Verdienstkreuz am Bande der Bundesrepublik Deutschland
- 1984: Ehrenimkermeister im Deutschen Imkerbund
- 1998: Bayerischen Maximiliansorden für Wissenschaft und Kunst

## Veröffentlichungen (Auswahl)
- Communication among Social Bees (= Harvard books in biology. Band 2). Harvard University Press, Cambridge 1961, ISBN 978-0-674-14785-0; 2. Auflage ebenda 1971, ISBN 978-0-674-42452-4.
  - deutsch: Verständigung im Bienenstaat. Stuttgart 1975. Übersetzungen erschienen auch in schwedischer, norwegischer und italienischer Sprache.
- Lernen, Gedächtnis, vergessen. Steiner, Wiesbaden 1974, ISBN 978-3-515-01985-9.
- Die Kunst sich einzuordnen – auch ein Bildungsziel? In: Martin Lindauer, Winfried Böhm (Hrsg.): „Nicht Vielwissen sättigt die Seele“. Wissen, Erkennen, Bildung, Ausbildung heute. (= 3. Symposium der Universität Würzburg.) Ernst Klett, Stuttgart 1988, ISBN 3-12-984580-1, S. 293–300.
- Zusammen mit Winfried Böhm (Hrsg.): „Nicht Vielwissen sättigt die Seele“. Wissen, Erkennen, Bildung, Ausbildung heute. 1988.
- Zusammen mit Karl von Frisch: Verständliche Wissenschaft. Springer-Verlag, Berlin/Heidelberg usw., ISSN 0083-5846.
- Zur Kontroverse über die Bienen-Sprache. In: Entomologia Generalis, Band 18, Nr. 3/4 (1994), S. 279–283.[4]

## Belege
1. ↑  Traueranzeige (Memento vom 26. Oktober 2017 im Internet Archive)
2. ↑  Member History: Martin Lindauer. American Philosophical Society, abgerufen am 21. November 2018.
3. ↑  The Magellanic Premium of the American Philosophical Society, Website der APS. Abgerufen am 29. Oktober 2019.
4. ↑  Schweizbart’sche Verlagsbuchhandlung, Stuttgart.

| Personendaten    | Personendaten                |
| ---------------- | ---------------------------- |
| NAME             | Lindauer, Martin             |
| KURZBESCHREIBUNG | deutscher Verhaltensforscher |
| GEBURTSDATUM     | 19. Dezember 1918            |
| GEBURTSORT       | Bad Kohlgrub                 |
| STERBEDATUM      | 13. November 2008            |
| STERBEORT        | München                      |